# Armeniens parlament
Armeniens Folkeforsamling er Armeniens parlament. Parlamentet fungerer som et etkammersystem. Der er 131 medlemmer, som vælges for en fireårig periode.
Parlamentets nuværende formand er Alen Simonyan (fra 2. august 2021).